# Lesbian Art Project
Lesbian Art Project (1977-1979) fue un movimiento artístico participativo fundado por Terry Wolverton y Arlene Raven en el Women's Building de Los Ángeles. El proyecto consistió en generar una plataforma para difundir las perspectivas lesbianas y feministas en el arte a través de clases, encuentros, performance, talleres y escritura.

## Historia
El Lesbian Art Project surgió del esfuerzo personal de Arlene Raven, co-fundadora del Woman's Building, por incorporar la orientación lésbica en la programación del Feminist Studio Workshop, que ya había lanzado Los Angeles League for the Advancement of Lesbianism in the Arts (LALALA) en 1975. El proyecto comenzó con seis mujeres trabajando juntas con este objetivo pero el pequeño grupo se disolvió en menos de un año. Wolverton y Raven siguieron caminos diferentes, tras publicar un libro en común, pero ambas continuaron individualmente su lucha por el reconocimiento del arte lésbico.
Un trabajo significativo creado durante el proyecto fue An Oral Herstory of Lesbianism, en 1979, que documentó los sentimientos, puntos de vista y experiencias de las mujeres lesbianas. Anunciado como "Narraciones, teatro y magia sólo para mujeres", estuvo dirigido por Wolverton y permitió conocer las historias personales de sus trece participantes. Las escenas abordaron una amplia gama de temas, incluyendo las identidades butch y femme, el incesto, el abuso sexual o los estereotipos sobre las lesbianas. Otra performance financiada por el Lesbian Art Project fue FEMINA: An IntraSpace Voyage (1978) creada como respuesta a la ciencia ficción patriarcal. También en el marco del proyecto se creó una base de datos para artistas lesbianas.
De esta experiencia pionera hay muy poca información, pese a que el Lesbian Art Project ha jugado un gran papel en la historia del arte lésbico. Un sucesor parcial de este proyecto fue, en 1980, Great American Lesbian Art Show, que también se llevó a a cabo en el Woman's Building.